# Euchromia thelebas
Euchromia thelebas är en fjärilsart som beskrevs av Pieter Cramer 1777. Euchromia thelebas ingår i släktet Euchromia och familjen björnspinnare. Inga underarter finns listade i Catalogue of Life.